# Brezovo Polje (Glina)
Brezovo Polje falu Horvátországban, Sziszek-Monoszló megyében. Közigazgatásilag Glinához tartozik.

## Fekvése
Sziszek városától légvonalban 38, közúton 60 km-re délnyugatra, községközpontjától légvonalban 18, közúton 25 km-re délre a Báni végvidék középső részén, a Glinát a dvori határátkelővel összekötő 6-os számú főút mentén, a Šamarica-hegység északi lejtőin, a Maja-folyó partján fekszik.

## Története
A település már a középkorban is lakott volt 1485-ben "villa Brezye" néven említik először. Az 1683 és 1699 között felszabadító harcokban a keresztény seregek kiűzték a térségből a törököt és a török határ az Una folyóhoz került vissza. Ezután a török uralom alatt maradt boszniai Unamentéről és Közép-Boszniából pravoszláv szerb családok érkeztek a felszabadított területekre. Brezovo Polje benépesülése is ebben az időszakban kezdődött, majd több hullámban a 18. században is folytatódott. 1696-ban a szábor a bánt tette meg a Kulpa és az Una közötti határvédő erők parancsnokává, melyet hosszas huzavona után 1704-ben a bécsi udvar is elfogadott. Ezzel létrejött a Báni végvidék (horvátul Banovina), mely katonai határőrvidék része lett. 1745-ben megalakult a Glina központú első báni ezred, melynek fennhatósága alá ez a vidék is tartozott.
1773-ban az első katonai felmérés térképén „Dorf Brezovo Polie” néven szerepel. 1881-ben megszűnt a katonai közigazgatás és Zágráb vármegye Glinai járásának része lett. A falunak 1857-ben 577, 1910-ben 721 lakosa volt. 1918-ban az új szerb-horvát-szlovén állam, majd később Jugoszlávia része lett. A második világháború idején a Független Horvát Állam része volt, de szerb lakossága fellázadt a fasiszta hatalom ellen. Közülük sokan partizánnak álltak. A harcokban elesettek emléktábláját 1958-ban avatták fel. A falu 1991. június 25-én jogilag a független Horvátország része lett, de szerb lakói a Krajinai Szerb Köztársasághoz csatlakoztak. A falut 1995. augusztus 8-án a Vihar hadművelettel foglalta vissza a horvát hadsereg. A lakosság többsége elmenekült. Később több, főként idős ember visszatért, de a falu ma a kihalás szélén áll. Az egykori szántóföldek, legelők helyén sok helyen bozótos található. A településnek 2011-ben 24 lakosa volt, akik mezőgazdasággal és állattartással foglalkoztak.

## Népesség
| Lakosság változása | Lakosság változása | Lakosság változása | Lakosság változása | Lakosság változása | Lakosság változása | Lakosság változása | Lakosság változása | Lakosság változása | Lakosság változása | Lakosság változása | Lakosság változása | Lakosság változása | Lakosság változása | Lakosság változása | Lakosság változása |
| ------------------ | ------------------ | ------------------ | ------------------ | ------------------ | ------------------ | ------------------ | ------------------ | ------------------ | ------------------ | ------------------ | ------------------ | ------------------ | ------------------ | ------------------ | ------------------ |
| 1857               | 1869               | 1880               | 1890               | 1900               | 1910               | 1921               | 1931               | 1948               | 1953               | 1961               | 1971               | 1981               | 1991               | 2001               | 2011               |
| 577                | 670                | 633                | 692                | 719                | 721                | 601                | 622                | 547                | 554                | 478                | 419                | 345                | 296                | 35                 | 24                 |

## Nevezetességei
- Keresztelő Szent János születése tiszteletére szentelt szerb pravoszláv parochiális temploma 1784-ben épült. A II. világháborúban semmisült meg, mára nyoma sem maradt.
- A nemzeti felszabadító háborúban elesett hősök emléktábláját 1958-ban állították.
- Hagyományos népi építésű védett lakóházak a 10 és 30 számok alatt.